# Maria José Borges Guedes
Maria José Borges Guedes (Passa Quatro, 7 de outubro de 1919) Doutora em educação. Aos 32 anos mudou-se para a cidade de Macaé (RJ) onde se radicou.
Sempre atuou em diversos ramos da arte ao longo de sua vida. Ministrava aulas, fazia pintura a óleo, pintura em aquarela, desenhos a bico de pena, escrevia poesias e tocava piano. Maria José Guedes sempre incentivou as artes em Macaé, promovendo diversas exposições de artes plásticas, conferências, recitais, dos quais participavam não somente seus alunos, mas também artistas de expressão daquela época. Ela está inserida na lista dos artistas mineiros ou atuantes em Minas Gerais do Centro de Referência das Artes Plásticas em Minas Gerais - CRAP-MG. 
A ela foi solicitada a incumbência de esboçar a bandeira de Passa Quatro, definida pelo heraldista Alberto Lima, conforme consta na lei que institui a bandeira de sua cidade natal.
Art. 2º  A mencionada bandeira, elaborada pelo heraldista Alberto Lima, do Rio de Janeiro, segundo sugestões da artista Maria José Borges Guedes...